# Mzamza Janoubia
Mzamza Janoubia (àrab امزامزة الجنوبية) és una comuna rural de la província de Settat de la regió de Casablanca-Settat. Segons el cens de 2014 tenia una població total de 20.802 persones. El seu nucli principal és el llogaret d'Ain Nzagh.